# San José, Ocozocoautla de Espinosa
San José är en ort i Mexiko.   Den ligger i kommunen Ocozocoautla de Espinosa och delstaten Chiapas, i den sydöstra delen av landet, 700 km sydost om huvudstaden Mexico City. San José ligger 809 meter över havet och antalet invånare är 208.
Terrängen runt San José är huvudsakligen kuperad, men åt nordost är den platt. San José ligger nere i en dal. Runt San José är det ganska glesbefolkat, med 48 invånare per kvadratkilometer. Närmaste större samhälle är Ocozocoautla de Espinosa, 16,3 km norr om San José. I omgivningarna runt San José växer huvudsakligen savannskog.